# Rousserolle sorghophile
Acrocephalus sorghophilus
Espèce
Statut de conservation UICN

 EN C2a(i,ii) : En danger
La Rousserolle sorghophile (Acrocephalus sorghophilus) est une espèce d'oiseaux de la famille des Acrocéphalidés. 

## Répartition
Cet oiseau vit en Manchourie  et hiverne aux Philippines.